# Špansko vino
Špansko vino (šp. vinos españoles) uključuje crvena, bela i penušava vina proizvedena širom zemlje. Smeštena na Iberijskom poluostrvu, Španija ima preko 1,2 miliona hektara (2,9 miliona hektara) zasađenih vinskim grožđem, što je čini najrasprostranjenijom nacijom koja proizvodi vino, ali je drugi najveći proizvođač vina na svetu, iza Italije i ispred Francuske i Sjedinjenih Država. Ovo je delimično posledica veoma niskih prinosa i velikog razmaka između stare loze zasađene na suvom zemljištu koje se nalazi u nekim od španskih vinskih regiona. Ova zemlja je deveta po potrošnji u svetu, a Španci piju u proseku 21,6 litara (5,7 američkih galona) po osobi godišnje. Zemlja ima obilje autohtonih sorti grožđa, sa preko 400 sorti zasađenih širom Španije, iako je 88 procenata proizvodnje vina u zemlji od samo 20 sorti grožđa — uključujući crveno Tempranilo, Bobal, Garnača i Monastrel; bela Albarinjo, Ajren, Verdeho, Palomino i Makabeo; i tri sorte Kava grožđa Parejada, Ksarel·lo i Makabeo.
Glavne španske vinske regije uključuju Riohu i Ribera del Duero, koje su poznate po proizvodnji Tempranila; Humija, poznata po proizvodnji Monastrela; Herez de la Frontera, dom ojačanog vina šeri; Rijas Bajksas u severozapadnom regionu Galicije koji je poznat po svojim belim vinima napravljenim od Albarinja, i Katalonije koja uključuje regione Kava i vinorodne regije Penedes, kao i region Priorat.

## Spoljašnje veze
- Spain - Wine regions and their wine Information about all Spanish DOCa and DOP wine regions